# Cornago
Cornago è un comune spagnolo di 560 abitanti situato nella comunità autonoma di La Rioja.